# 能登町
能登町（日语：／ Noto chō */?）為位於日本石川縣北部的行政區劃，轄區位於能登半島東北側。
被稱作「將棋橋牌」的日本的傳統卡片遊戲娛慰多發源於町內的宇出津地區。
宇出津亦是京都學派哲學家西谷啟治的出生地，所以能登町的「西谷啟治紀念館」也設立在宇出津。

## 人口
| 能登町人口分布圖 |                                               |  |
| 能登町與日本全國年齡別人口分布比較圖 （2005年資料） | 能登町的年齡、男女別人口分布圖 （2005年資料） |  |
| ■紫色是能登町 ■綠色是全国 | ■藍色是男性 ■紅色是女性                       |  |
| 能登町人口變化 \| 1970年 \| 33,138人 \| \| \| 1975年 \| 31,975人 \| \| \| 1980年 \| 31,277人 \| \| \| 1985年 \| 30,328人 \| \| \| 1990年 \| 28,065人 \| \| \| 1995年 \| 25,590人 \| \| \| 2000年 \| 23,673人 \| \| \| 2005年 \| 21,792人 \| \| \| 2010年 \| 19,565人 \| \| \| 2015年 \| 17,568人 \| \| \| 2020年 \| 15,687人 \| \| |                                               |  |
| 資料來源：日本總務省統計中心提供之人口普查數據 |                                               |  |
| 1970年 | 33,138人                                      |  |
| 1975年 | 31,975人                                      |  |
| 1980年 | 31,277人                                      |  |
| 1985年 | 30,328人                                      |  |
| 1990年 | 28,065人                                      |  |
| 1995年 | 25,590人                                      |  |
| 2000年 | 23,673人                                      |  |
| 2005年 | 21,792人                                      |  |
| 2010年 | 19,565人                                      |  |
| 2015年 | 17,568人                                      |  |
| 2020年 | 15,687人                                      |  |

## 歷史
過去在令制國時代最初分屬越前國鳳至郡和珠洲郡，718年被劃入新設立的能登國，雖然一度在742年又隨著能登國被併入越中國，不過757年恢復能登國後，就一直屬於能登國。
北部區域在9世紀後曾是攝關九條家的莊園領地，不過在12世紀開始成為地頭日野氏的勢力範圍，15世紀能登畠山氏控制能登國後，一度在東部的松波建立松波城做為控制能登半島北部的據點，在中部的梶川河口同時也有屬於畠山氏家臣三宅氏的崎山城。
1581年織田信長平地能登國後，本地開始隨著能登國成為前田氏的領地，也一度隨著能登國成為前田利家次子前田利政七尾藩的領地。17世紀江戶時代後大部分區域都成為前田氏加賀藩的領地，在江戶時代末期，有部分區域為幕府直屬的領地，不過也是委託加賀藩管理的預地。
19世紀末明治維新後，原屬幕府的領地改由高山縣管理，1871年實施廢藩置縣後加賀藩的領地改隸屬金澤縣，不過同年的第一次府縣整併後，此地區被劃入新設立的七尾縣，但也僅半年過後，又被併回由原金澤縣更而成的石川縣。
1889年日本實施町村制，現在的能登町轄區在當時分屬鳳至郡的宇出津町、三波村、神野村、柳田村、上町村、岩井戶村、鵜川村、山田村和珠洲郡的木郎村、宮崎村、松波村、小木村、高倉村共13個行政區劃，在經歷1900年代及1950年代兩次的整併後，這13個行政區劃成為位於南部的能都町、位於西部的柳田村及位於東部的內浦町三個行政區劃。
2000年代日本政府再次推動市町村合併，能都町、柳田村、内浦町於2005年合併為能登町，同時由於原本的町村分屬鳳至郡和珠洲郡，石川縣政府也趁此機會將鳳至郡和珠洲郡合併為鳳珠郡，因此合併後的能登町同時也改歸屬鳳珠郡。

### 變遷表
| 1889年4月1日             | 1889年 - 1912年             | 1912年 - 1944年             | 1945年 - 1954年                 | 1955年 - 1989年                 | 1955年 - 1989年                 | 1955年 - 1989年            | 1989年 - 現在             | 現在                      |
| ------------------------ | --------------------------- | --------------------------- | ------------------------------- | ------------------------------- | ------------------------------- | -------------------------- | ------------------------- | ------------------------- |
| 木郎村                   | 1907年10月15日 合併為木郎村 | 1907年10月15日 合併為木郎村 | 1948年5月1日 改制並更名為松波町 | 1948年5月1日 改制並更名為松波町 | 1948年5月1日 改制並更名為松波町 | 1958年12月1日 更名為內浦町 | 2005年3月1日 合併為能登町 | 2005年3月1日 合併為能登町 |
| 宮崎村                   | 1907年10月15日 合併為木郎村 | 1907年10月15日 合併為木郎村 | 1948年5月1日 改制並更名為松波町 | 1948年5月1日 改制並更名為松波町 | 1948年5月1日 改制並更名為松波町 | 1958年12月1日 更名為內浦町 | 2005年3月1日 合併為能登町 | 2005年3月1日 合併為能登町 |
| 松波村                   | 1907年10月15日 合併為木郎村 | 1907年10月15日 合併為木郎村 | 1948年5月1日 改制並更名為松波町 | 1948年5月1日 改制並更名為松波町 | 1948年5月1日 改制並更名為松波町 | 1958年12月1日 更名為內浦町 | 2005年3月1日 合併為能登町 | 2005年3月1日 合併為能登町 |
| 小木村                   | 1907年10月15日 合併為小木村 | 1921年1月1日 改制為小木町   | 1921年1月1日 改制為小木町       | 1955年3月25日 合併為能都町      | 1955年10月10日 併入松波町       | 1958年12月1日 更名為內浦町 | 2005年3月1日 合併為能登町 | 2005年3月1日 合併為能登町 |
| 高倉村                   | 1907年10月15日 合併為小木村 | 1921年1月1日 改制為小木町   | 1921年1月1日 改制為小木町       | 1955年3月25日 合併為能都町      | 能都町                          | 能都町                     | 2005年3月1日 合併為能登町 | 2005年3月1日 合併為能登町 |
| 宇出津町                 |                             |                             |                                 | 1955年3月25日 合併為能都町      | 能都町                          | 能都町                     | 2005年3月1日 合併為能登町 | 2005年3月1日 合併為能登町 |
| 三波村                   |                             |                             |                                 | 1955年3月25日 合併為能都町      | 能都町                          | 能都町                     | 2005年3月1日 合併為能登町 | 2005年3月1日 合併為能登町 |
| 神野村                   |                             |                             |                                 |                                 |                                 |                            | 2005年3月1日 合併為能登町 | 2005年3月1日 合併為能登町 |
| 1955年3月25日 併入柳田村 | 柳田村                      | 柳田村                      |                                 |                                 |                                 |                            | 2005年3月1日 合併為能登町 | 2005年3月1日 合併為能登町 |
| 柳田村                   | 柳田村                      | 柳田村                      | 1908年4月1日 合併為柳田村       | 1908年4月1日 合併為柳田村       | 1908年4月1日 合併為柳田村       | 1908年4月1日 合併為柳田村  | 2005年3月1日 合併為能登町 | 2005年3月1日 合併為能登町 |
| 上町村                   | 柳田村                      | 柳田村                      | 1908年4月1日 合併為柳田村       | 1908年4月1日 合併為柳田村       | 1908年4月1日 合併為柳田村       | 1908年4月1日 合併為柳田村  | 2005年3月1日 合併為能登町 | 2005年3月1日 合併為能登町 |
| 岩井戶村                 | 柳田村                      | 柳田村                      | 1908年4月1日 合併為柳田村       | 1908年4月1日 合併為柳田村       | 1908年4月1日 合併為柳田村       | 1908年4月1日 合併為柳田村  | 2005年3月1日 合併為能登町 | 2005年3月1日 合併為能登町 |
| 鵜川村                   | 1908年4月1日 合併為鵜川村   | 1939年11月3日 改制為鵜川町  | 1939年11月3日 改制為鵜川町      | 1939年11月3日 改制為鵜川町      | 1956年9月30日 併入能都町        | 1956年9月30日 併入能都町   | 2005年3月1日 合併為能登町 | 2005年3月1日 合併為能登町 |
| 山田村                   | 1908年4月1日 合併為鵜川村   | 1939年11月3日 改制為鵜川町  | 1939年11月3日 改制為鵜川町      | 1939年11月3日 改制為鵜川町      | 1956年9月30日 併入能都町        | 1956年9月30日 併入能都町   | 2005年3月1日 合併為能登町 | 2005年3月1日 合併為能登町 |

## 交通
過去自西側的穴水町市區曾有鐵路能登線沿著海岸進入能登町町內，再往北通往珠洲市市區，雖然在町內沿海區域設有多達14個車站，不過由於旅客人次過低，先是在1988年由原本的西日本旅客鐵道改由非營利的第三部門能登鐵道負責經營，但最後在2005年還是因為無法填補虧損而停駛。
目前町內對外交通仰賴公路國道249號及北鐵奧能登巴士所經營的客運路線，藉由客運可以自町內往返周邊的穴水町、輪島市和珠洲市。
在能登町西部與輪島市、穴水町交界處有2003年開始啟用的能登機場，也曾一度開設往返韓國、台灣的國際航線，不過目前僅有兩班由全日本空輸營運往返東京羽田機場的航班，自能登機場也有客運路線可以進入能登町的主要市區。自能登機場開車前往穴水町市區僅約需二十分鐘。

## 觀光資源

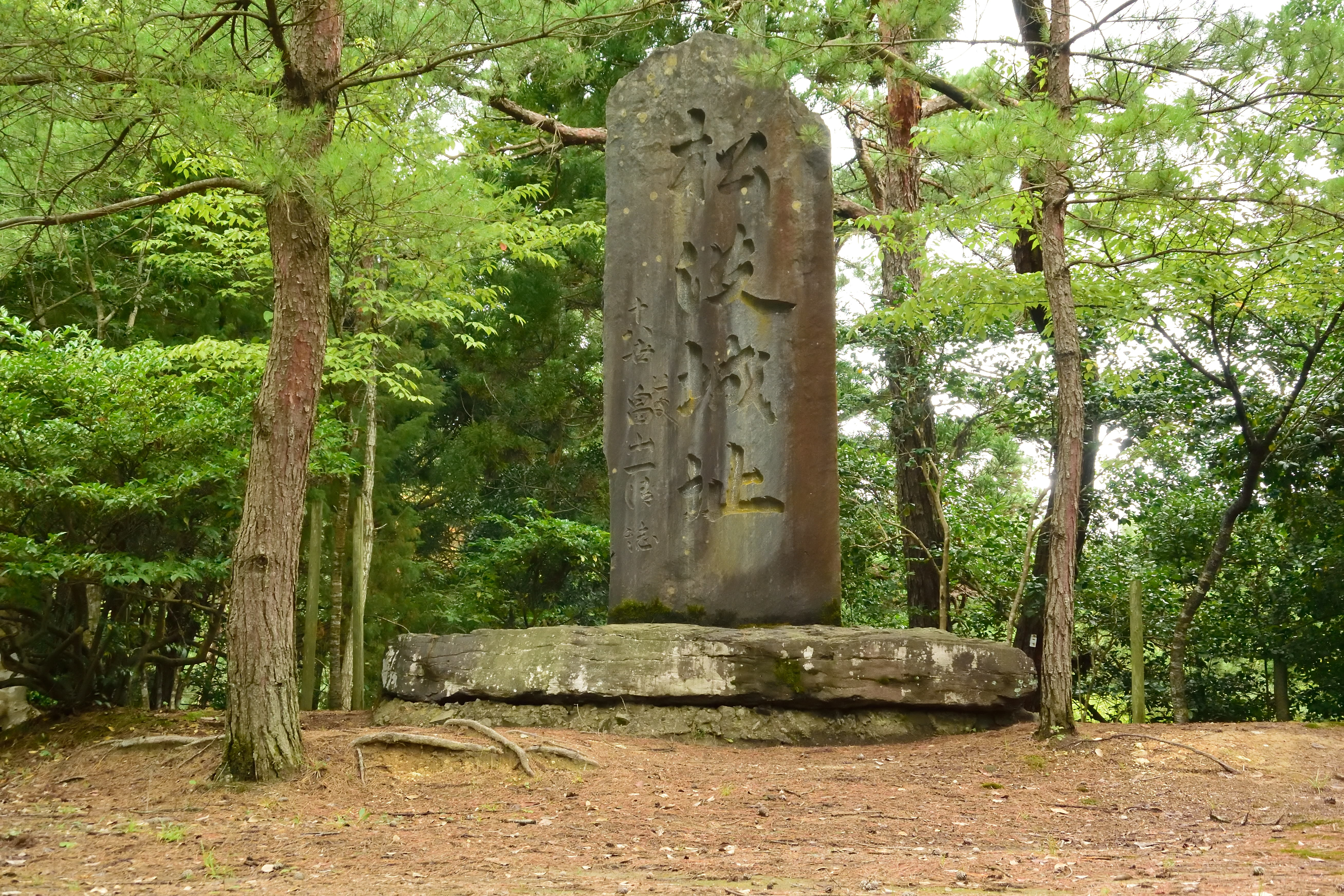
松波城址公園

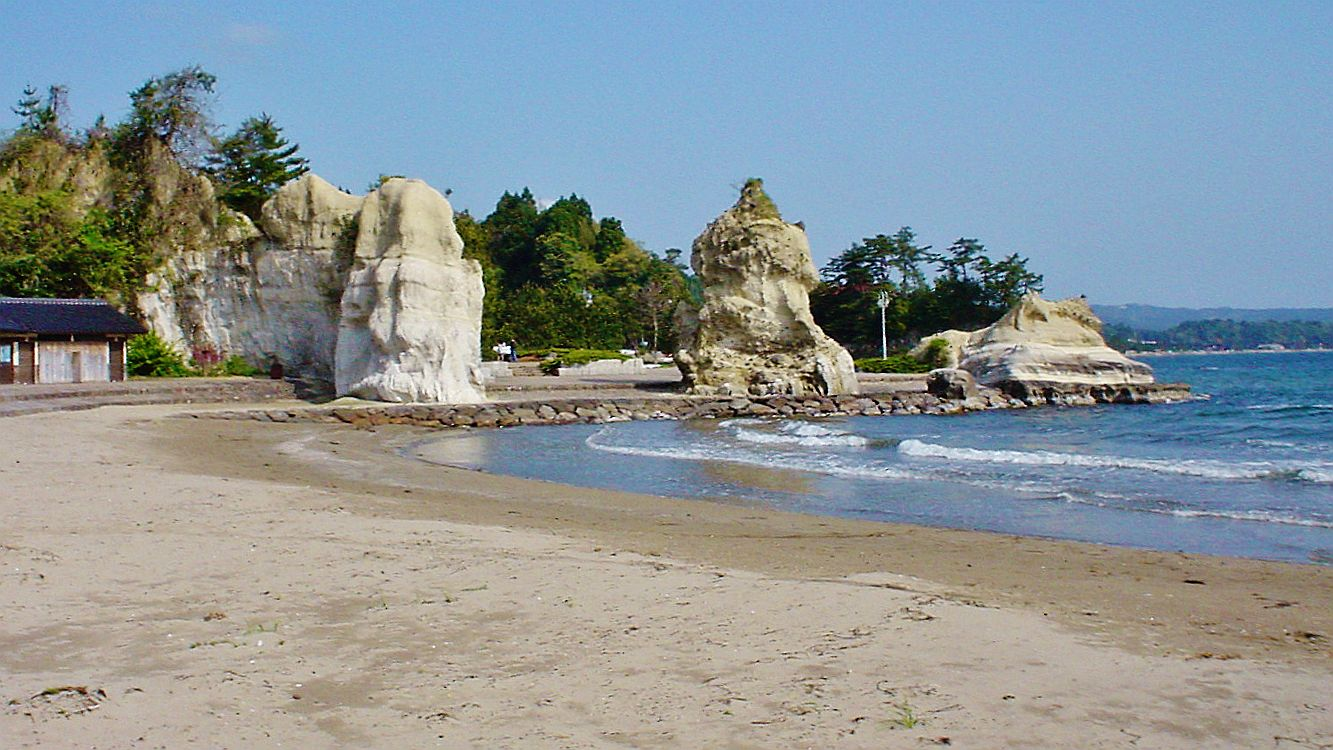
戀路海岸

位於東部松波地區的松波城遺址過去為能登畠山氏於15世紀統治能登國時所見的城堡，也曾是畠山氏的居城。目前雖然僅剩餘堀切、曲輪、土壘、空堀等遺跡，由於挖掘出當時所規劃的枯山水式庭園的遺跡，此區域於1991年被列為石川縣史蹟，2012年更被列入國家名勝；現在遺址區域已被劃為城址公園，並利用位於旁邊的舊松波車站站舍作為展示松波城歴史的資料館。
位於松波北側的戀路海岸則是以愛情為主題的景點，除了沙灘海岸的景色外，也在每年七月舉辦「戀路火祭」。
在小木地區旁的九十九灣為沉水海岸，由於曲折的海岸線而得到「九十九灣」的名稱，在1927年曾被選入日本百景之一，在此可搭乘遊覽船自海上觀賞此片海域的景色。
在宇出津地區南側港口邊，有由石川縣水產綜合中心設立的海洋漁業科學館，也被稱為「海和魚的科學館」，為以海洋水產資源為主題的科學博物館。
在中部上町及合鹿地區的能登町柳田植物公園為町公所委託民營的植物公園，除了自然景觀也以星象為主題設置住宿設施及星之觀察館滿天星，讓旅客可在此利用夜間觀察星空。

## 姊妹、友好城市

### 日本
- 流山市（千葉縣）
過去曾有多位出身於內浦町地區的日本酒釀造師流派能登杜氏（日语：能登杜氏）前往流山市的釀酒公司擔任杜氏，兩地因此開始相互交流；2012年兩地進一步締結為姊妹城市。[23]
- 小林市（宮崎縣）
1995年舊能登町與野尻町締結為姊妹城市，野尻町在2010年併入小林市後，兩地於2012年繼續締結為姊妹城市。[23]

## 外部連結
- （日語） 讚！能登町的Facebook專頁
- （日語） 能登町觀光指引 （页面存档备份，存于）